# Gottfried von Loon
Ritter Gottfried von Loon-Heinsberg (* um 1320; † vor 16. Oktober 1342), seit 1336 Herr von Millen und Maaseik, war der letzte Spross des Grafengeschlechts von Loon-Heinsberg.

## Leben
Gottfried war der einzige Sohn des Dietrich von Heinsberg und der Kunigunde von der Mark, einer Nichte des Bischofs von Lüttich, Adolf von der Mark.
1336 heiratete er Mechtild von Geldern, die Tochter des Herzogs Rainald II. von Geldern und der Sophia Berthout. Er hatte einen unehelichen Sohn, Godfried van Chiny. Im Jahr 1339 sagte ihm sein Schwiegervater Schadensvergütung zu, falls er sich dazu bereit erkläre, mit ihm auf der englischen Seite in den Krieg gegen Frankreich zu ziehen.
Seinen frühen Tod fand er auf einer Preußenfahrt.